# روبرت نيومان (كاتب)
روبرت نيومان (بالإنجليزية: Robert Neumann) (و. 1897 – 1975 م) هو كاتب من المملكة المتحدة، والنمسا، ولد في فيينا، توفي في ميونخ، عن عمر يناهز 78 عاماً.

## وصلات خارجية
- روبرت نيومان على موقع IMDb (الإنجليزية)
- روبرت نيومان على موقع مونزينجر (الألمانية)
- روبرت نيومان على موقع ميوزك برينز (الإنجليزية)
- روبرت نيومان على موقع أول موفي (الإنجليزية)
- روبرت نيومان على موقع قاعدة بيانات الأفلام السويدية (السويدية)
- روبرت نيومان على موقع ديسكوغز (الإنجليزية)
- روبرت نيومان على موقع قاعدة بيانات الفيلم (الإنجليزية)
- روبرت نيومان على موقع كينوبويسك (الروسية)